# Isotomiella alulu
Isotomiella alulu är en urinsektsart som beskrevs av Christiansen och Bellinger 1992. Isotomiella alulu ingår i släktet Isotomiella och familjen Isotomidae. Inga underarter finns listade i Catalogue of Life.